# Palais des Postes (Budapest)
 (août 2023).
 (mai 2023).
Si vous disposez d'ouvrages ou d'articles de référence ou si vous connaissez des sites web de qualité traitant du thème abordé ici, merci de compléter l'article en donnant les références utiles à sa vérifiabilité et en les liant à la section « Notes et références ».
Le Magyar Posta Székháza ou Palais des Postes est l'un des bâtiments éclectiques tardifs caractéristiques de la Sécession hongroise. Il est situé dans le 12e arrondissement de Budapest.

## Description
Le palais des Postes a été construit selon les plans de Gyula Sándy dans un style éclectique et Sécession en 1924-1926 comme siège de la direction de la Poste royale hongroise. Il est intéressant de noter que le premier ascenseur circulaire pour passagers (paternoster) du pays a fonctionné ici. La grande cheminée rappelait l'ancien charbon qui brûlait dans la cour.
Bien que le bâtiment ait été entièrement incendié pendant la Seconde Guerre mondiale, lors du siège de Budapest, sa structure ne s'est pas effondrée. Les dommages de guerre ont été réparés en 1947. Il a été utilisé par Magyar Posta jusqu'au début des années 2000, conformément à sa destination initiale. Après cela, il est resté vide pendant des années, quand en 2016, Optima Befektetési, gérant d'actifs financiers, l'a acheté pour 22,3 millions d'euros (près de sept milliards de forints hongrois à l'époque) et a commencé les rénovations du monument. Il était prévu qu'il soit utilisé comme immeuble de bureaux et ses niveaux inférieurs auraient accueilli des galeries commerciales.
Cependant, à l'été 2018, le bâtiment a été transféré à la propriété de la Banque nationale hongroise pour 14 milliards, et selon les derniers plans, la vice-présidence de la Banque nationale hongroise responsable de la supervision des organisations financières et de la protection des consommateurs a déménagé ici. Au lieu de l'immeuble de bureaux moderne prévu, l'histoire monétaire et bancaire de la Banque nationale a ouvert ses portes au public comme musée le 15 avril 2022. L'objectif principal du centre d'accueil interactif est de présenter et de comprendre les processus et les concepts économiques. De plus, il y aura une boutique de pièces de monnaie et un coin livres dans le bâtiment pour les visiteurs. La terrasse d'observation prévue au sommet de la tour d'angle sera ouverte au public.

## Sources
- (hu) Molnár Dávid et Berecz Valter, « Így néz ki most belülről a Széll Kálmán téri Postapalota », sur 24.hu, 10 août 2016 (consulté le 2 juin 2023)
- (hu) « 150 éve született a Budai Postapalota tervezője, Sándy Gyula », sur pestbuda.hu (consulté le 2 juin 2023)
- (hu) « Budai Postapalota, Budapest - Kitervezte.hu », sur Internet Archive (consulté le 2 juin 2023)
- https://www.mnb.hu/sajtoszoba/sajtokozlemenyek/2018-evi-sajtokozlemenyek/tobbfunccios-terkent-szuletik-ujja-a-szell-kalman-teri-egykori-postapalota-epulete

## Informations
- (éd.) János Bakos – Antalné Kiss – Gergelyné Kovács : Architecture postale en Hongrie, Távközlési Könyvkiadó, Budapest, 1992, 50-52. II. (ISBN 963-7588-07-8)
- Péter Bodó: Gyula Sándy, Holnap Kiadó, Budapest, 2022,  (ISBN 9789633493625) (série Masters of Architecture )
- https://penzmuzeum.hu